# V (Vanessa Hudgens-album)
 For alternative betydninger, se V (flertydig). (Se også artikler, som begynder med V)
V er et album fra den amerikanske sanger og skuespiller Vanessa Hudgens. Det blev udgivet i september 2006.

## Numre
1. "Come Back To Me"
2. "Let Go"
3. "Say OK"
4. "Never Underestimate A Girl"
5. "Let's Dance"
6. "Drive"
7. "Afraid"
8. "Promise"
9. "Whatever Will Be"
10. "Rather Be With You"
11. "Psychic"
12. "Lose Your Love"